# LR 300
Z-M LR 300 je útočná puška vyráběná firmou Z-M Weapons v Bernardstone, ve státě Massachusetts (USA).
Firma A&K tuto zbraň zpracovala jako model pro airsoft.